# Arsenale di Genova

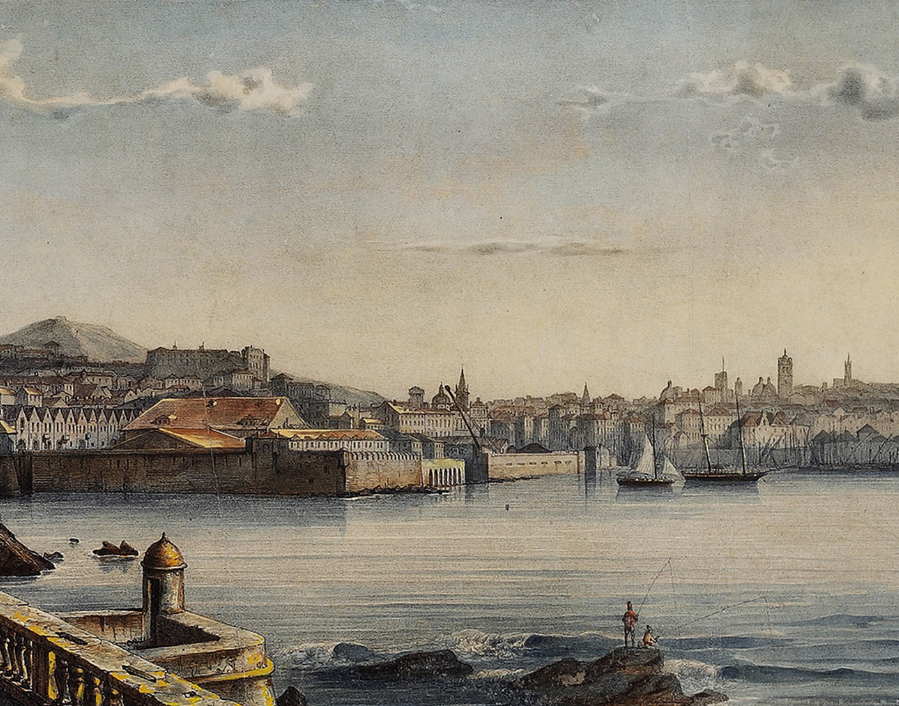
Panorama di Genova dalla Loggia di levante del Palazzo del Principe, particolare con la Darsena e l’Arsenale.

L'Arsenale di Genova era il principale complesso portuale e militare della Repubblica di Genova, costituendo il cuore dell'attività navale genovese fin dal Medioevo, in parallelo con lo sviluppo del porto vecchio.
Già a partire dal XII secolo, come attestano gli Annali di Jacopo da Varagine, il Comune realizzò scali (banchine) in porto “pro utilitate rei publice” per le proprie navi. L'arsenale genovese fu uno dei primi arsenali militari costruiti in Europa nel Medioevo, al pari di quelli delle altre repubbliche marinare italiane. Tuttavia, a differenza dell’imponente Arsenale veneziano, l’organizzazione genovese era più sparpagliata e meno monumentale: non esistevano grandi strutture centralizzate, ma piuttosto una serie di pontili e magazzini integrati nel porto e governati da magistrature comunali.
se façiean li legni grossi,
co' tanto ingegno e gran mesté.
E senza l'arte soa ben fata,
Zenoa no sarìa mai signoa,
né de venti né de mari.»
(Anonimo Genovese, Codice Molfino, trad. F. Toso)

## Origini e fondazione

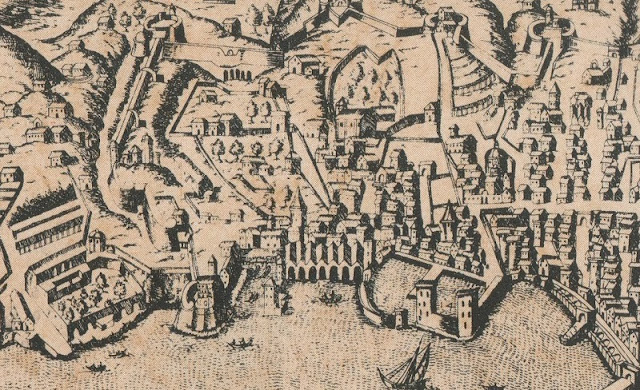
Particolare della Mappa di Antonio Lafrery, è possibile notare i pontili e le darsene del Porto.

Le prime tracce di quello che sarebbe diventato l'arsenale compaiono intorno al 1162, quando gli Annali di Caffaro segnalano, come detto prima, la costruzione di banchine nel porto “pro utilitate rei publice” e “pro comodo navium”. Queste banchine (tra i fossati di Bucebovis e San Sepolcro, toponimi ancora presenti in zona) servivano soprattutto per ricovero e riparazione delle imbarcazioni, e non vi si distingueva ancora un vero cantiere di costruzione navale. In realtà, come osserva Caffaro, «è improprio parlare di arsenale» in questa fase, poiché si trattava di strutture non ancora definite, focalizzate sulle funzioni di riparo e manutenzione. Fino all’Ottocento, del resto, l’area portuale (l’antico porto-arsenale) rimase separata dalla città antica da una cinta muraria, conservando un legame diretto con le attività di porto e cantieristica fino alla realizzazione del nuovo arsenale militare a La Spezia nel 1851.
Dalla metà del XIII secolo l’assetto portuale genovese si fece più organico e complesso. Vennero istituiti magistrati appositi (i Salvatores Portus et Moduli, nel 1281) e organizzati pontili specializzati nei diversi carichi, che per comodità prendevano il nome delle merci sbarcate. In particolare si distinguevano:
- Pontile del grano: dedicato allo sbarco e allo stoccaggio dei cereali, in particolare del grano, che rappresentava una delle principali derrate alimentari importate a Genova. Nel 1885, il grano sbarcato a Genova costituiva il 29,9% dell'importazione complessiva del Paese, con un aumento fino al 45,8% nel 1891.[3]
- Pontile del vino: noto anche come Darsena delle Barche, era utilizzato per le imbarcazioni commerciali dedite al piccolo cabotaggio, ed era destinato allo sbarco e alla distribuzione del vino, una delle merci più importanti per l'economia genovese.
- Pontile della mercanzia: il fulcro delle attività commerciali del porto, dedicato allo sbarco e all'imbarco di merci varie. Nel XV secolo, il Palazzo San Giorgio fu dotato di due ponti sul mare, tra cui il Ponte della Mercanzia, che facilitava le operazioni di carico e scarico delle merci.
- Pontile dei pesci: destinato allo sbarco del pescato fresco proveniente dal Mar Ligure.
- Pontile del legname: utilizzato per lo sbarco e lo stoccaggio del legname, materiale fondamentale per la costruzione navale e per l'edilizia.

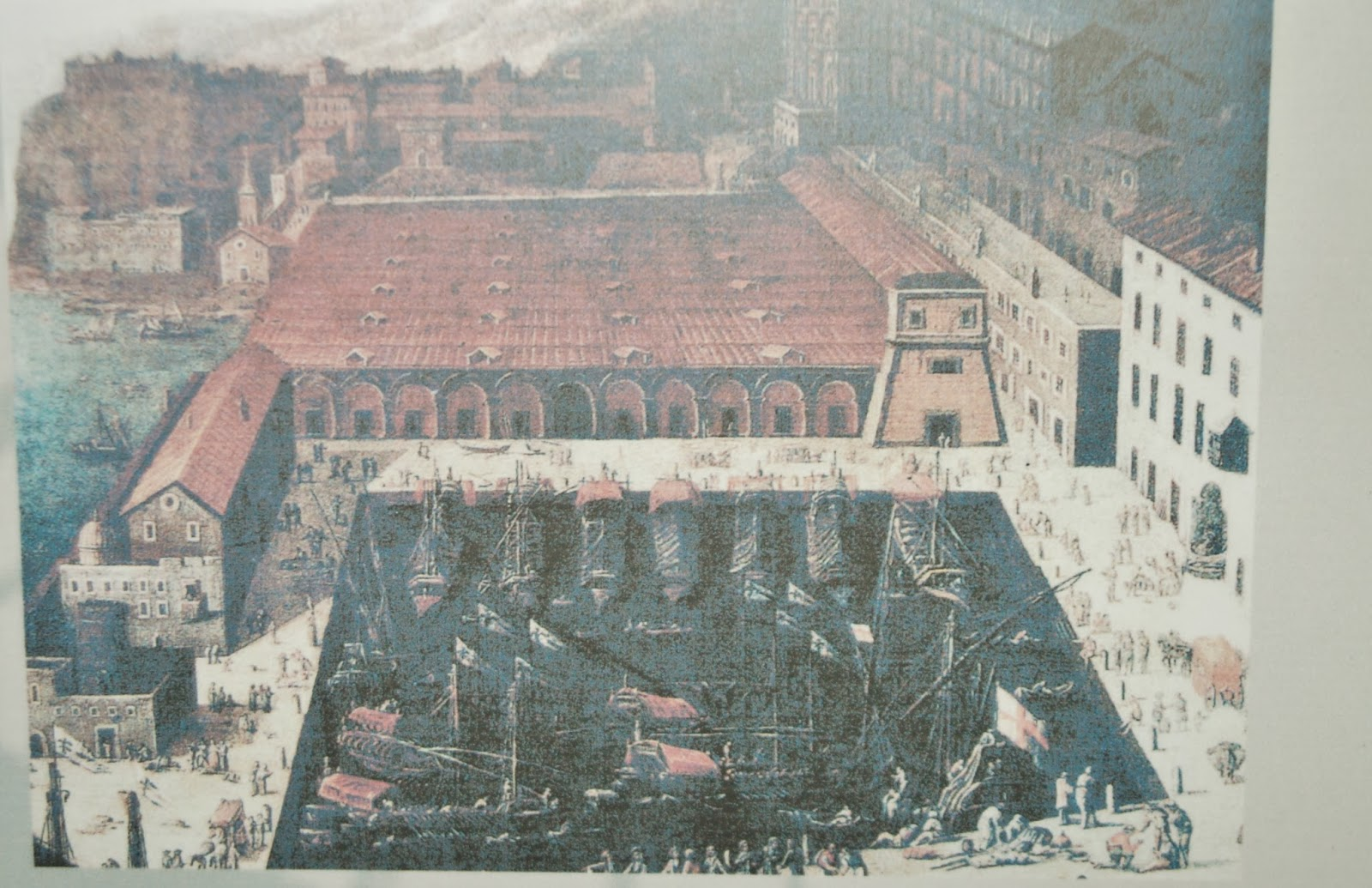
Scorcio dell'antico Arsenale genovese

Questi permettevano uno scarico efficiente di derrate alimentari e materie prime. Contemporaneamente, due eventi chiave rafforzarono la posizione marittima di Genova: il trattato di Nifèo (1261) con Bisanzio e la vittoria genovese sulla flotta pisana nella battaglia della Meloria (1284). Entrambi contribuirono a fare della Repubblica ligure la potenza tirrenica dominante, aprendo nuove rotte commerciali e militari che avrebbero richiesto l’uso intensivo dell’arsenale.
Durante la più generale epoca Medioevale, l’arsenale genovese non era un grande cantiere unico come a Venezia, ma fungeva quindi da complesso integrato con il porto. Il suo ruolo principale era fornire supporto logistico alle flotte comunali: nei suoi spazi erano stoccati legnami e forniture, e vi si allestivano e riparavano galee e navi da guerra. Le cronache del tempo sottolineano che l’arsenale non ospitava (ancora) opifici navali permanenti in senso moderno; esso restava piuttosto una serie di scali e magazzini su cui gravavano i magistrati del porto. In questo contesto il complesso arsenale-porto era fondamentale per le campagne militari genovesi contro le città rivali (come Pisa) e contro i nemici saraceni nel Mediterraneo. Grazie al mantenimento di questi impianti, la città poté rimettere in mare numerose galee, garantendo la difesa delle rotte commerciali.

## Struttura del Porto e del Molo Vecchio

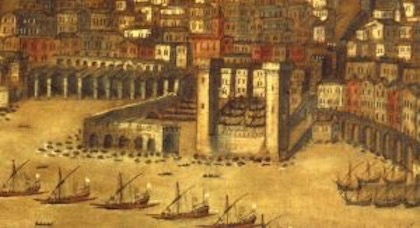
Sulla sinistra le arcate vecchie per le galee, Cristoforo Grassi Veduta di Genova, particolare.

Tra le strutture del porto antico, spiccava il Molo Vecchio, un’opera che segnava l'ingresso principale al porto cittadino. Il Molo era caratterizzato dalla presenza delle "noraxi", grosse colonne di marmo o di pietra di Promontorio, che venivano utilizzate come punti di ormeggio per le navi. Queste colonne erano simbolo della grandezza della Repubblica, mentre il faro, seppur più piccolo della celebre Lanterna, chiudeva il bacino portuale ad occidente. Non meno importante era il sistema delle "cannoni", tubature che portavano l’acqua alle navi ancorate, essenziale per le operazioni quotidiane di carico e scarico.
L’area che oggi è parte del Porto Antico era, infatti, strettamente legata all'Arsenale, dove le galee venivano costruite e mantenute in perfetta efficienza per le guerre e le rotte commerciali. Le Arcate Vecchie, che risalgono al XIII secolo, furono una delle strutture più importanti in questo contesto. Lungo la riva del mare, queste arcate ospitavano quindici scali, disposti a pettine e lunghi circa 50 metri ciascuno. L'altezza variava tra i 10 e i 15 metri e le galee venivano costruite e varate in mare con un sistema che utilizzava tronchi per facilitare il movimento delle imbarcazioni.
Nel corso del XVI secolo, con il rafforzamento della flotta navale di Genova, si rese necessario l’ampliamento delle strutture portuali, portando alla costruzione delle Arcate Nuove. Queste furono progettate per rispondere alla crescente domanda di  navi essenziali per le campagne militari della Repubblica e per il commercio nel Mediterraneo. Costruite nella seconda metà del XVI secolo, erano strutture imponenti, con altezze superiori e spazi più ampi rispetto alle arcate precedenti, destinate ad accogliere legni di maggiori dimensioni.
Comunque, nel XVII secolo, a seguito dei cambiamenti politici ed economici che colpirono la Repubblica, il numero di imbarcazioni diminuì progressivamente. Da 25 navi da guerra, il numero scese a 15. Di conseguenza, anche l'uso delle arcate cambiò. Le Arcate Nuove vennero progressivamente trasformate e, nel XIX secolo, divennero una parte fondamentale dell'infrastruttura commerciale della città. Gli edifici, un tempo destinati alla costruzione delle galee, furono adattati a magazzini per la Dogana, e l'area del dock venne organizzata per facilitare il carico e lo scarico delle merci. Furono installati nuovi impianti, come gru e binari ferroviari, che ancora oggi caratterizzano il paesaggio portuale.
Durante il periodo neoclassico, l'edificio delle Arcate Nuove subì un’importante trasformazione estetica: la facciata fu abbellita con un rivestimento neoclassico e venne aggiunto un torrino sulla sommità dell’edificio, simbolo del nuovo ruolo commerciale dell'area. L’edificio che un tempo ospitava la cantieristica navale divenne così un emblema del cambiamento economico e della riconversione portuale.
Fu in questo periodo che le Arcate Nuove assunsero il nome di "Galata". Il termine, legato al vecchio quartiere del Galata di Costantinopoli, evocava la grande tradizione marittima della Repubblica di Genova e il suo legame con le rotte commerciali orientali. Oggi, il complesso delle Arcate Nuove ospita il Galata Museo del Mare, una delle testimonianze più importanti della storia marittima della città. Il museo, allestito nel Palazzo Galata, conserva una vasta collezione di reperti storici, tra cui modelli di navi, documenti relativi a Cristoforo Colombo e una riproduzione in scala reale di una galea del Cinquecento. Questo spazio, che un tempo era al centro delle attività cantieristiche, è ora un punto di riferimento per chiunque voglia conoscere la storia navale e commerciale di Genova.

## Il camallo
Figura tradizionale del porto, il camallo era il lavoratore portuale incaricato di caricare e scaricare merci. La Compagnia dei Caravana, fondata nel 1340, organizzava il lavoro dei camalli, suddivisi in gruppi specializzati nel trasporto di specifici beni. Le Darsene non erano solo luoghi di sosta per le navi, ma anche centri vitali per il commercio di prodotti di lusso, come seta e vino.

## Le Darsene

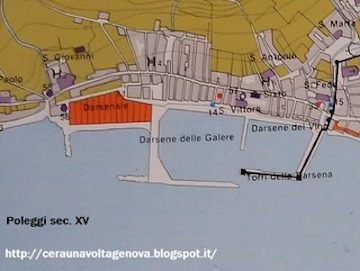
I poleggi e le darsene durante il XV secolo

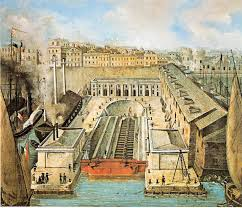
Il bacino di carenaggio della Darsena di Genova.

Le Darsene, sviluppatesi a partire dal XIV secolo, sono state un elemento cruciale per il commercio, la difesa e la vita economica. Situate nella zona orientale del porto, queste strutture erano destinate non solo all'ormeggio delle navi, ma anche alle operazioni di carico e scarico delle merci, alla manutenzione delle imbarcazioni e alla logistica militare. Durante il Rinascimento, quando Genova divenne alleata della Spagna, le Darsene ospitavano le galee destinate alle campagne navali contro l’Impero Ottomano, confermando il ruolo centrale della Repubblica nella navigazione mediterranea.
Nel XV secolo, periodo in cui il potere commerciale della Repubblica raggiunse l’apice, le Darsene divennero il cuore pulsante dell’economia. Al loro interno si trovavano numerose merci, tra cui vino, grano e altri prodotti fondamentali per il commercio marittimo. Le principali banchine includevano la Darsena delle Barche, riservata al commercio di imbarcazioni leggere, la Darsena delle Galere, dedicata alle galee da guerra, e la Darsena dell'Arsenale, utilizzata per la costruzione e la manutenzione delle navi.
Con la caduta della Repubblica di Genova nel 1797 e l’annessione al Regno Sardo, la Darsena subì un’importante militarizzazione, che durò fino alla metà dell’Ottocento. Durante questo periodo, lo spazio acqueo dell’Arsenale fu interrato e al suo posto fu costruito un bacino di carenaggio, struttura che è ancora esistente e utilizzata. Nel contesto di questo rinnovamento, anche la Darsena delle Barche venne trasformata, assumendo una funzione diversa.
Fu solo nel 1870, con la cessione della Darsena dal Governo al Comune di Genova, che iniziò la sua trasformazione in un emporio commerciale. Il Comune avviò infatti un ambizioso progetto di sistemazione dell’area, che si concretizzò nel 1889 con la costruzione di edifici a più piani destinati a magazzini. Questi nuovi edifici vennero realizzati accanto al Famagosta e al Galata, che facevano parte dell’antico Arsenale. Il Famagosta si affacciava su via Carlo Alberto (oggi via Gramsci), mentre il Galata si trovava lungo la calata Ansaldo De Mari, ed è stato adibito a deposito franco per lungo tempo. Lì, per la manodopera, veniva impiegata la Compagnia dei Caravana, un gruppo di lavoratori che, come già descritto, svolgevano un ruolo fondamentale nell’economia portuale.